# ルイス・アルベルト・オロスコ
ルイス・アルベルト・オロスコ・ペニュエラス（スペイン語: Luis Alberto Orozco Peñuelas、1984年3月1日 - ）は、メキシコの元サッカー選手、現サッカー指導者。選手時代のポジションはFW。

## クラブ歴
2003年にクルス・アスルで選手となった。2008年にモナルカス・モレリアFCに期限付き移籍すると、同年にモナルカス・モレリアのセカンドチームであるメリダFCに完全移籍。翌年、クラブ・レオンに期限付き移籍した。
2010年にクラブ・ティフアナに加入。2012年以降は期限付き移籍を繰り返し、2014年に選手を引退した。

## 選手引退後
選手引退後はモナルカス・モレリアの下部組織でサッカー指導者をしている。

## 家族
父のルイス・アントニオ・オロスコ、弟のハビエル・オロスコもサッカー選手。